# 鈴木邦芳
鈴木 邦芳（すずき くによし、1936年4月 - ）は、日本の警察官僚。元中国管区警察局長。

## 来歴・人物
福島県会津出身。1956年皇宮巡査となり、皇宮護衛官を務めながら中央大学法学部（夜間部）で学んだ。
中央大学法学部卒業後、1962年警察庁入庁。入庁同期に、亀井静香、井上幸彦、金田雅喬（内閣情報調査室長）、有馬浩一郎（四国管区警察局長）、古川定昭（中部管区警察局長）、望月秀一（科警研総務部長）など。1962年入庁組は、ノンキャリア警察官から転身した者、民間企業から転身した者など異色な人材が揃っていた。
入庁後は、刑事畑を長く歩んだ。神奈川県警察本部刑事部長時代には、現職警部による職安法違反容疑女性への覚醒剤注射事件など相次ぐ警察官による犯罪への対応に追われ、大阪府警察本部刑事部長時代には、グリコ・森永事件が発生し、任期の大半を事件に費やすこととなった。また警察庁刑事局保安部保安課の一室に、9人ほどの課員をもって設けられた薬物対策室の初代室長に就任。戦後すぐのヒロポン禍についで、韓国や台湾などを経由して日本に流入し、当時“第二のヒロポン禍”として徐々に世間に顕在化しはじめた薬物事犯に対抗して全国の警察組織間での総合的な企画・調整にあたることとなった 。
中央大学法学部では星友会に所属していた。

## 略歴
- 1956年 皇宮巡査。
- 1962年 警察庁入庁。愛知県警察昭和警察署勤務
- 1963年 警察庁警務局教養課
- 1965年 埼玉県警察本部警務部監察官
- 1966年 総理府出向 中央防災会議事務局兼内閣総理大臣官房審議室
- 1968年 北海道警察本部防犯部防犯少年課長
- 1969年 滋賀県警察本部警務部警務課長
- 1971年 愛知県警察本部刑事部捜査第二課長
- 1973年 警察庁長官官房総務課長補佐
- 1975年 警視庁総務部広報課長
- 1978年 警視庁防犯部防犯総務課長
- 1979年 警察庁刑事局捜査第一課理事官
- 1980年 神奈川県警察本部刑事部長
- 1982年 警察庁刑事局保安部保安課薬物対策室長（初代）
- 1983年2月 大阪府警察本部刑事部長
在任中にグリコ・森永事件が発生する。
- 1985年 警察大学校教務部長
- 1986年 岩手県警察本部長
- 1988年 警察庁長官官房総務課長
- 1989年 警察庁長官官房審議官（刑事局担当）
- 1990年 警察大学校特別捜査幹部研修所長
- 1991年 中国管区警察局長
- 1992年 全日本指定自動車教習所協会連合会専務理事
- 1999年 日本防犯設備協会専務理事[3]